# Robbert Dijkgraaf
Robertus Henricus " Robbert " Dijkgraaf, (né le 24 janvier 1960) est un physicien théoricien, mathématicien et théoricien des cordes néerlandais et homme politique. Il est Ministère de l'Éducation, de la Culture et de la Science aux Pays-Bas de 2022 à 2024. De juillet 2012 jusqu'à sa nomination en tant que ministre, il est directeur et professeur Leon Levy à l'Institute for Advanced Study de Princeton, New Jersey et professeur titulaire à l'Université d'Amsterdam. Depuis janvier 2025, il est président du Conseil international des sciences.

## Jeunesse et éducation
Robertus Henricus Dijkgraaf est né le 24 janvier 1960 à Ridderkerk, aux Pays-Bas. Dijkgraaf fréquente le Erasmiaans Gymnasium à Rotterdam, aux Pays-Bas.
Il commence ses études en physique à l'Université d'Utrecht en 1978. Après avoir obtenu son diplôme de candidat (équivalent à un baccalauréat) en 1982, il se détourne brièvement de la physique pour poursuivre une formation en peinture à l'Académie Gerrit Rietveld. En 1984, il retourne à l'Université d'Utrecht et obtient une maîtrise en physique théorique en 1986. Il effectue ensuite des recherches doctorales sous la supervision du futur lauréat du prix Nobel Gerard 't Hooft. Il étudie avec les jumeaux Erik et Herman Verlinde. L'accord initial est qu'un seul du trio travaillerait sur la théorie des cordes, mais tous les trois finissent par écrire leur thèse sur ce sujet. Dijkgraaf obtient son doctorat cum laude en 1989. Sa thèse s'intitule Une approche géométrique de la théorie des champs conformes bidimensionnels.
Pendant quelques années, il travaille comme chercheur postdoctoral à l'Institute for Advanced Study, aux côtés d'Edward Witten.

## Travaux
En 1992, il est nommé professeur de physique mathématique à l'Université d'Amsterdam, une chaire qu'il occupe jusqu'en 2004, date à laquelle il est nommé professeur distingué à la même université.
De 2008 à 2012, il est président de l'Académie royale néerlandaise des arts et des sciences. Il est l'un des deux coprésidents du Conseil interacadémique pour la période 2009-2013.
À partir de 2012, Dijkgraaf devient directeur de l'Institute for Advanced Study, une institution universitaire indépendante située dans la ville de Princeton, dans le New Jersey. À cette date, il démissionne de son poste de président de l'Académie royale néerlandaise des arts et des sciences.
Il siège à de nombreux conseils d'administration, notamment au Musée Teyler et au NEMO Science Museum.

## Carrière politique
À compter du 10 janvier 2022, Dijkgraaf est ministre de l'Éducation au sein du gouvernement néerlandais. Il présente la loi sur l'internationalisation équilibrée à la Chambre des représentants en 2024. Ce projet de loi permettrait aux établissements d'enseignement supérieur de limiter le nombre d'étudiants étrangers qu'ils acceptent et imposerait une réglementation plus stricte concernant l'utilisation du néerlandais dans les études universitaires. Le mandat de Dijkgraaf prend fin le 2 juillet 2024, date de la prestation de serment du cabinet Schoof.

## Prix et distinctions
En 1998, Dijkgraaf est conférencier invité au Congrès international des mathématiciens à Berlin.
En 2003, il reçoit le prix Spinoza. Dijkgraaf est membre de l'Académie royale des arts et des sciences des Pays-Bas depuis 2003, et de la Société royale néerlandaise des arts et des sciences. Le 30 mai 2012, il est élu membre honoraire de la Société royale néerlandaise de chimie et de la Société néerlandaise de physique. Le 5 juin 2012, il est nommé Chevalier de l'Ordre du Lion des Pays-Bas. En 2012, il devient membre de l'American Mathematical Society.
Il est élu membre honoraire de la Royal Society of Edinburgh (HonFRSE) dans les disciplines de l'informatique, des mathématiques et des statistiques en 2013. La même année, il est élu membre de la Société américaine de philosophie.
Il reçoit des doctorats honorifiques de la Vrije Universiteit Brussel et de l'Université de Leyde en 2019. En 2019, Dijkgraaf reçoit la première médaille Iris pour l'excellente communication scientifique, présentée lors de la soirée science et société au Ridderzaal à La Haye, par Ingrid van Engelshoven, ministre de l'Éducation, de la Culture et de la Science.
Il est nommé membre étranger de la Royal Society en 2025.

## Recherche
Les recherches de Dijkgraaf portent sur la théorie des cordes et l'interface entre les mathématiques et la physique en général. Il est surtout connu pour ses travaux sur la théorie des cordes topologiques et les modèles matriciels, et son nom est donné aux invariants de Dijkgraaf-Witten et à la formule de Witten-Dijkgraaf-Verlinde-Verlinde.

## Vie privée
Dijkgraaf est marié à l'auteure Pia de Jong et a trois enfants. Leur fille Charlotte est née avec un type rare de leucémie et fait l'objet d'un livre écrit par sa mère Pia de Jong, Saving Charlotte: A Mother and the Power of Intuition.
Dijkgraaf a coécrit et publié plus de 70 articles de recherche dans le domaine de la théorie des cordes et de la physique. Il a écrit plusieurs livres.
- (nl) Robbert Dijkgraaf, Het isgelijkteken, Amsterdam, Netherlands, Publisher Prometheus BV (Uitgeverij Prometheus), 2019 (ISBN 9789044640939)
- Flexner, « The Usefulness of Useless Knowledge », Medicina del Deporte y del Trabajo, Princeton University Press, vol. 17, no 117,‎ 2017, p. 5274–8 (ISBN 978-0691174761, PMID 13024481)
- (nl) Robbert Dijkgraaf, Het nut van nutteloos onderzoek, Amsterdam, Netherlands, 1, 2012 (ISBN 9789035138216)
- (nl) Robbert Dijkgraaf, Blikwisselingen, Amsterdam, Netherlands, 1, 2008 (ISBN 978-9035133365)